# Río Cucao
El río Cucao o Desaguadero es un curso natural de agua que fluye en la isla de Chiloé en la Región de Los Lagos y que atraviesa la localidad de Cucao. Es emisario del lago Cucao y fluye con dirección general oeste hasta desembocar en el océano Pacífico en la bahía homónima. Con ello es el desagüe de la mayor cuenca lacustre de la isla, compuesta entre otros por los lagos Cucao, Hullinco, Tarahuin y Tupahueico.
A través del río Cucao, de corto trayecto, tanto el lago Cucao como el Huillinco reciben influencia de aguas marinas, a diferencia de los lagos Tarahuín y Tepuhueico que son plenamente de agua dulce.: 582  Su cuenca comprende 840 km².

## Historia
Luis Risopatrón lo describe en su Diccionario jeográfico de Chile (1924):: 194 
Cucao (Río). De corto curso, nace en el extremo W del lago del mismo nombre, corre hacia el SW con muchas inflexiones i se vacia en la ribera de la parte media de la bahía de la misma denominación, de la costa W de la isla de Chiloé; no es accesible desde el mar en ningún tiempo, es llamado Desaguadero en el lugar.
|  |  |

En la segunda mitad del siglo XX existió un puente colgante sobre el río, para comunicar el poblado de Cucao con la entrada al parque nacional Chiloé y sectores aledaños como Chanquín y Huentemó, pero fue derribado por una tormenta. Posteriormente se construyó un puente de cemento que permite el paso de vehículos de todo tipo.